# Jordanian Special Operations Command

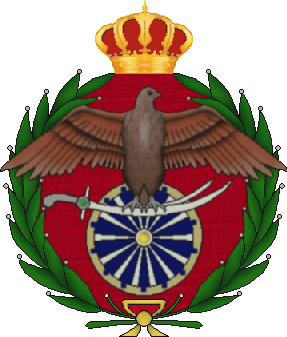
Logo

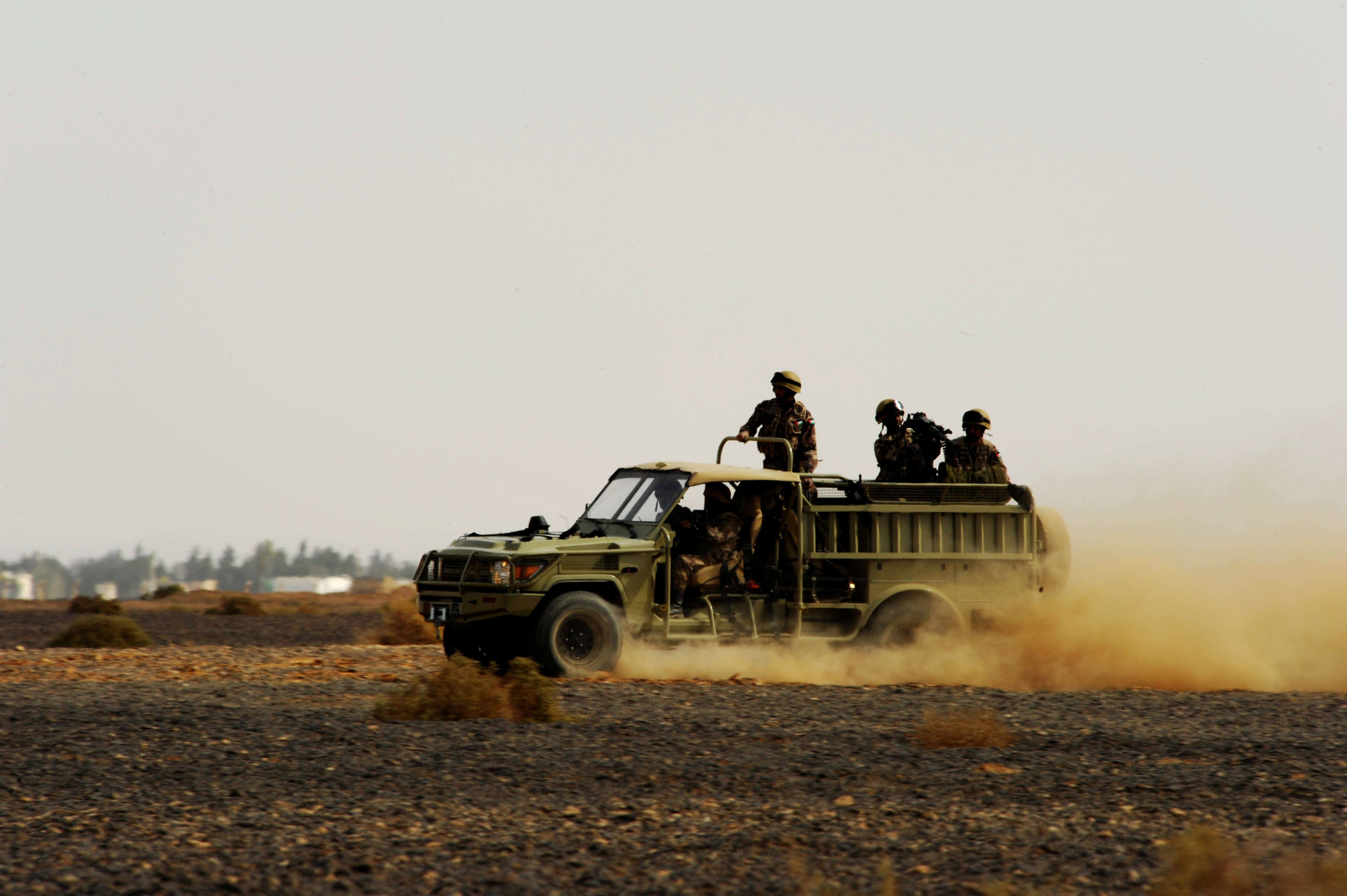
JSF-Trupp beim Falcon Air Meet 2010

Das Jordanian Special Operation Command (JSOC) ist ein Verbundkommando der Streitkräfte Jordaniens.
Es beinhaltet die Counter Terrorist Unit 71, eine Special Force School nach US-amerikanischem Vorbild, und die Königliche Prinz-Haschim-Brigade (Heeresflieger).
Das JSOC ist unter anderem für Anti-Terror-Operationen, Luftlandeoperationen, Panzerjägertaktiken und die Ausbildung von Guerilla-Truppen zuständig. Es ist unter anderem ausgestattet mit HK-G36V-Waffen.

## Transportmittel
- CASA C-295 – Gunship-Flugzeug, modifiziert von ATK
- CASA CN-235 – Gunship-Flugzeug, modifiziert von ATK
- UH-60L Black Hawk – Transporthubschrauber
- McDonnell Douglas MD 500 Defender – Militärhubschrauber
- Cougar HE 6x6 – MRAP
- RG-33L 6x6 – MRAP
- International MaxxPro – MRAP
- HMMWV – geschütztes Fahrzeug
- Al-Tha’lab (Fox) – geschütztes Fahrzeug
- Little Birds (MD-530 f)[1]
- verschiedene Klein- und Nutzfahrzeuge